# Bab al-Saghirs begravningsplats

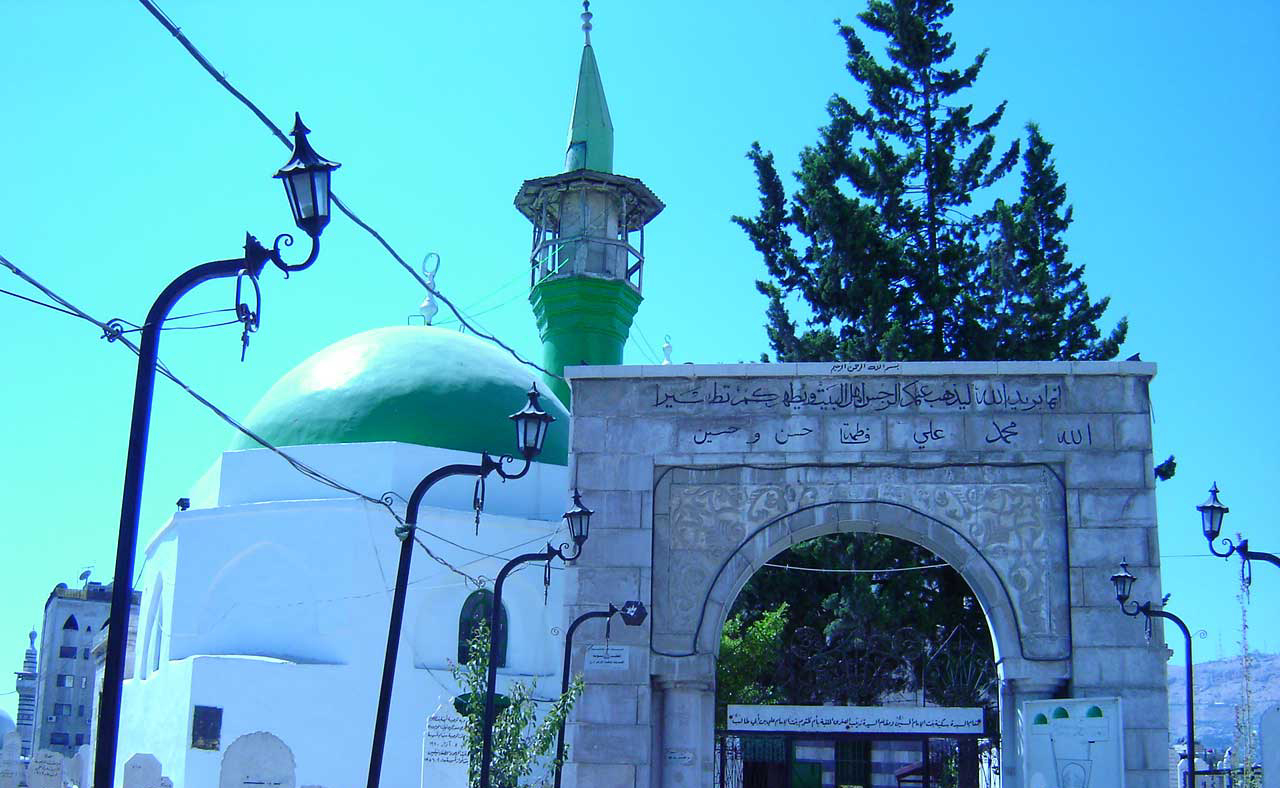
Bab al-Saghirs begravningsplats. Längst upp på porten står det basmala, en del av reningsversen och sedan Allah, Muhammed, Ali, Fatima, Hasan och Husayn på arabiska.

Bab al-Saghirs begravningsplats (arabiska: مقبرة الباب الصغير) är den äldsta begravningsplatsen i Syriens huvudstad Damaskus och hedras av alla muslimer. Den innehåller många viktiga gravar, inklusive de som tillhör den islamiske profeten Muhammeds familj och följeslagare, och många av stadens elit genom århundradena. Begravningsplatsen innehåller många avsevärda helgedomar tillhörande shiamuslimska helgon. Den mest besökta helgedomen tillhör Bilal al-Habashi. Maqam ra's shuhada är begravningsplatsen för huvudena tillhörande 16 av Husayn ibn Alis kompanjoner, som dog samtidigt som honom i slaget vid Karbala.

## Galleri

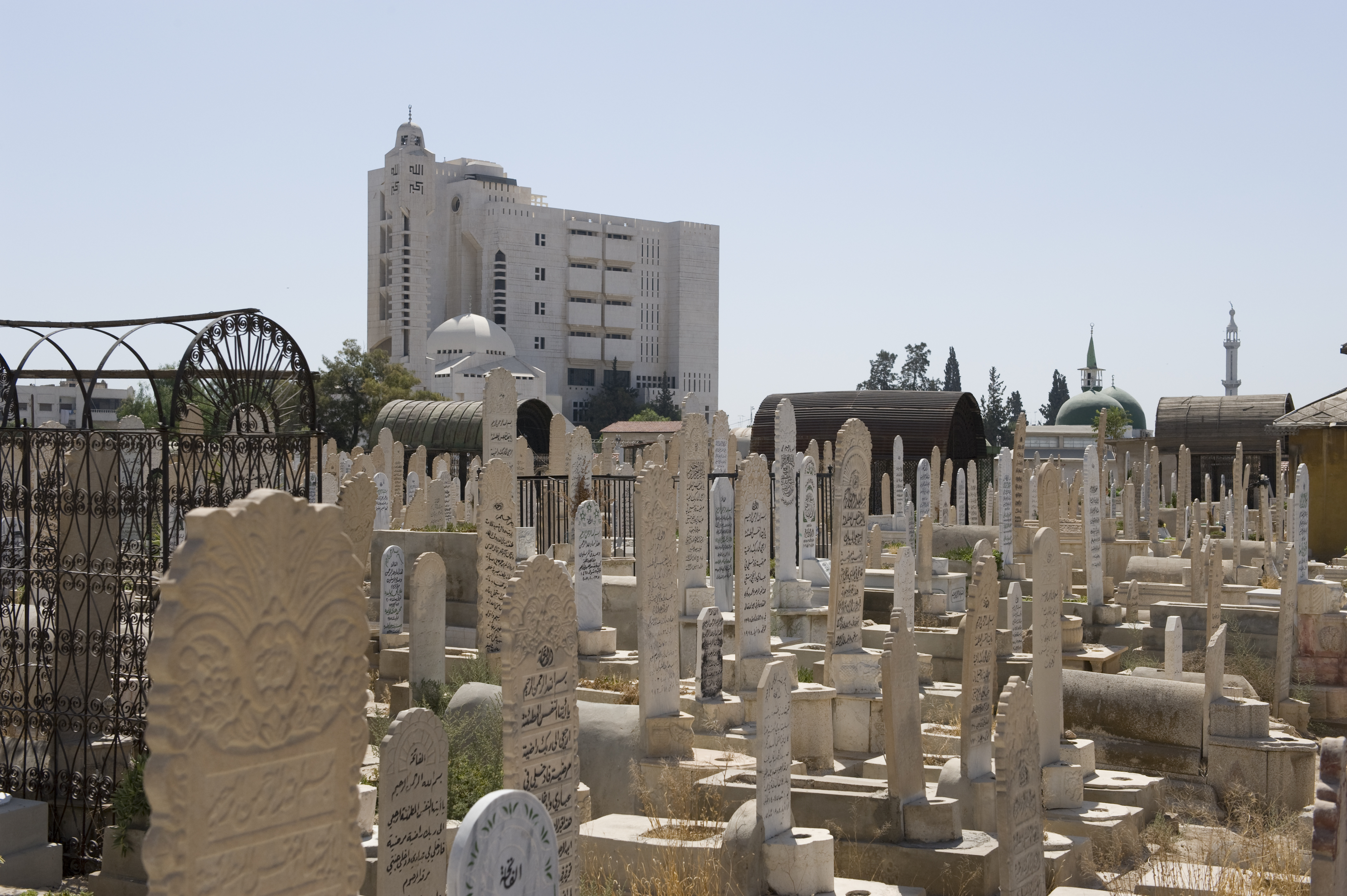
En del av begravningsplatsen.
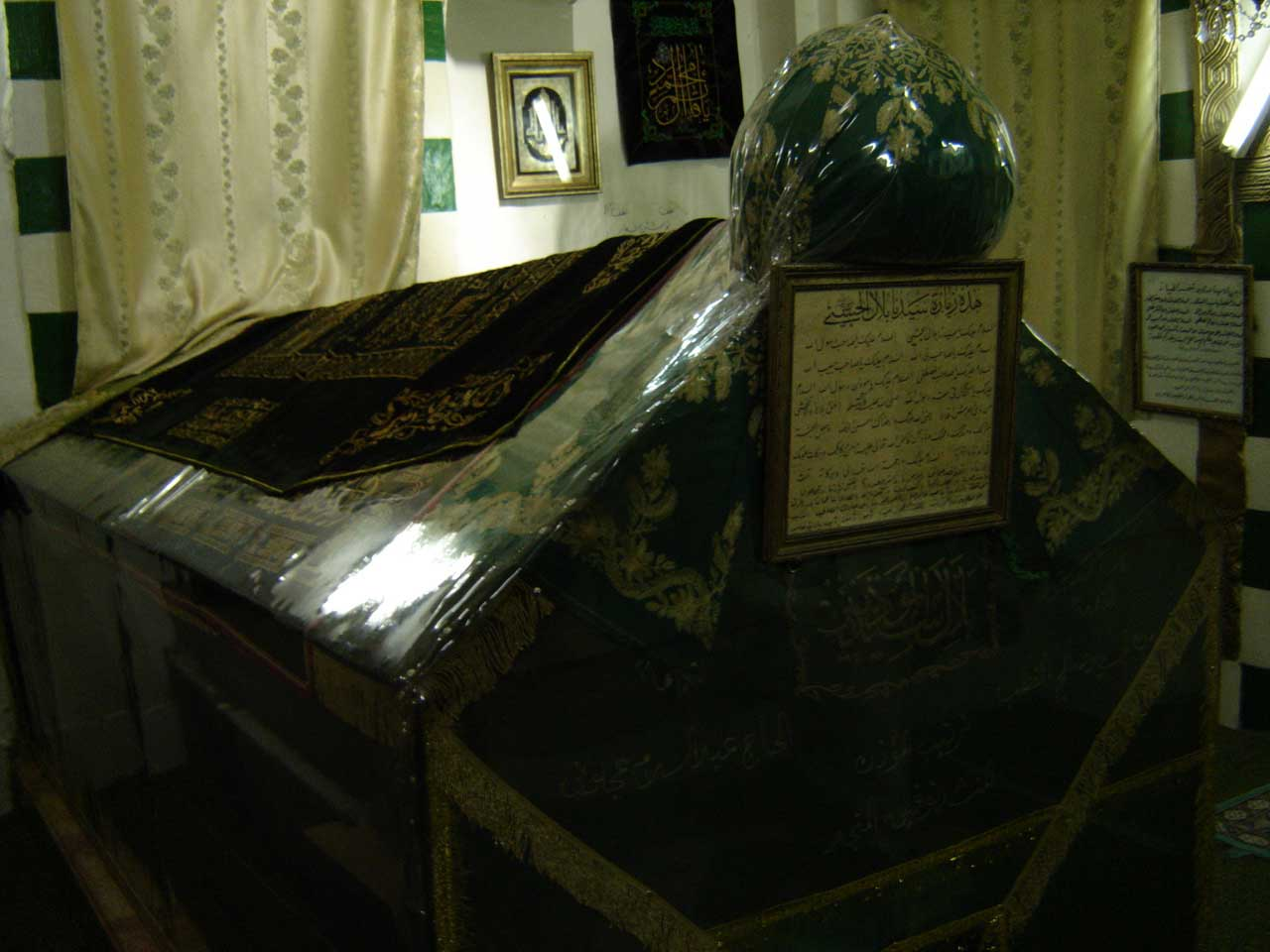
Bilal al-Habashis grav.
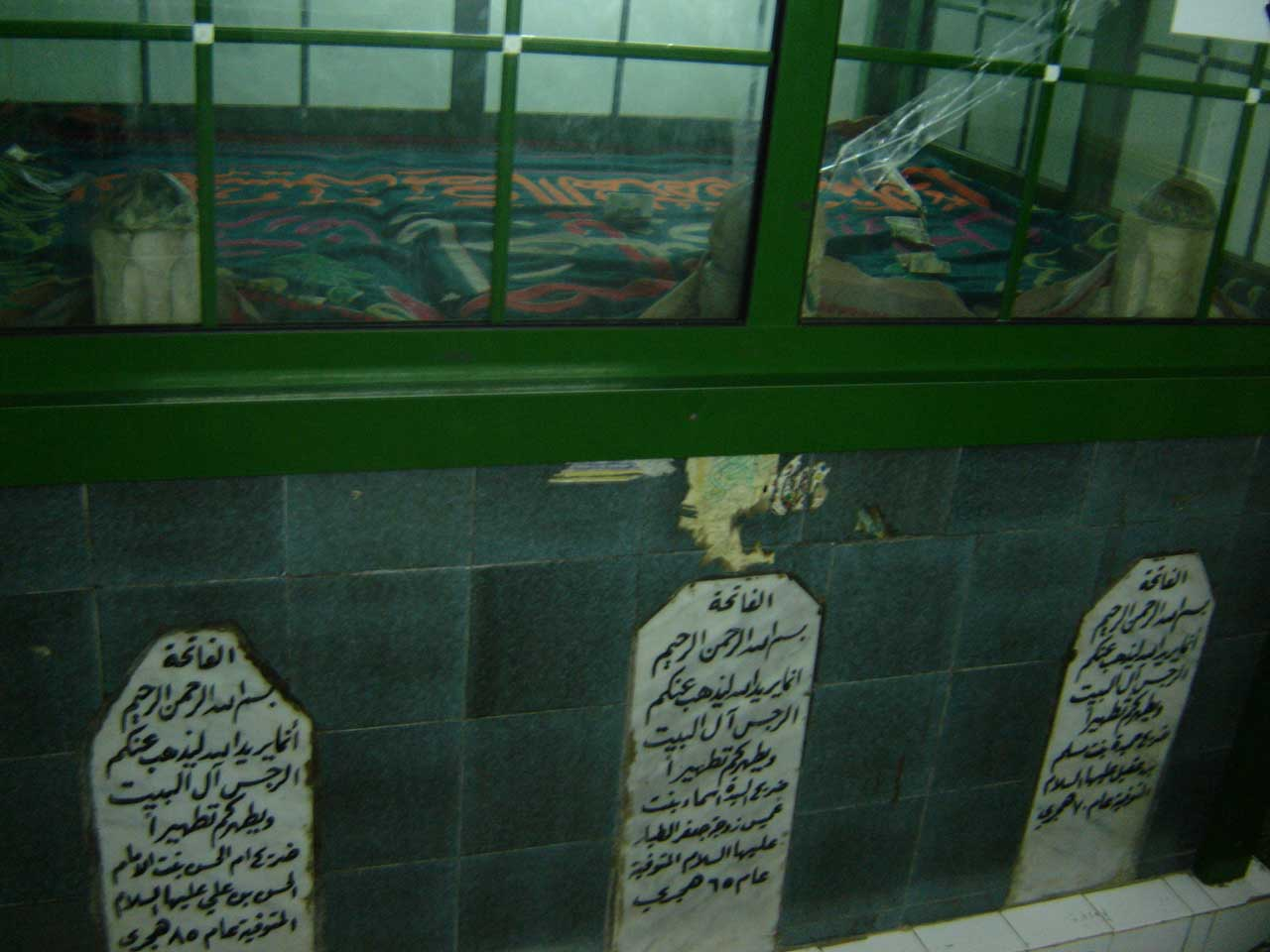
Från vänster: Hasan ibn Alis dotter Maymuna, Jafar al-Tayyars fru Asma bint 'Umays, Muslim ibn Aqils dotter Hamida.
Maqam ra's shuhada (platsen för martyrernas huvuden).